# Liste des évêques de Ruvo

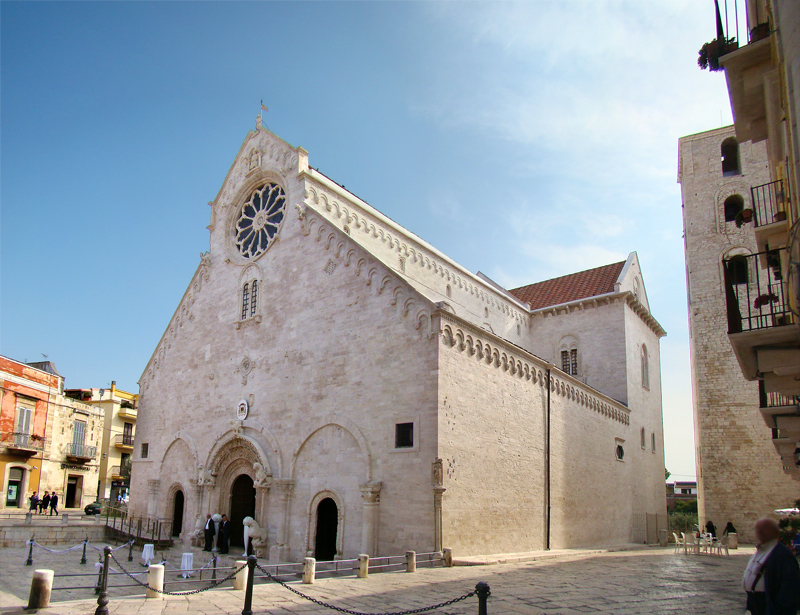
Cathédrale de Ruvo

Cette liste recense les évêques qui se sont succédé sur le siège du diocèse de Ruvo. En 1818, le diocèse de Ruvo est uni aeque principaliter avec le diocèse de Bitonto. En 1982, le siège de Ruvo est séparé de celui de Bitonto et l'évêque de Molfetta, Giovinazzo et Terlizzi, est nommé évêque de Ruvo le réunissant in persona episcopi à ceux de Molfetta, Giovinazzo et Terlizzi donnant naissance au diocèse de Molfetta-Ruvo-Giovinazzo-Terlizzi.

## Évêques de Ruvo
- Saint Anaclet †
- Adriano Germando †
- Jean Ier †
- Saint Procopio †
- Jean II † (493)
- Gioacchino † (1009)
- Abiatar Barghettini †
- Guibert † (1071 - 1082)
- Pietro Gargenti † (1100 - ?)
- Ours † (1162 - 1163)
- Daniel † (1177 - 1179)
- François † (? - 1235)
- Paul de Nolles † (1241 - ?)
- Pierre de Gabrielli † (1295 - 1304)
- Nicolas de Gabrielli † (1318 - ?)
- Maggiore † (1323 - ?)
- Jean III † (? - 1327)
- Guillaume † (1330 - ?)
- Nicola Perrese † (1336 - 1343)
- Jean  IV † (1344 - 1348 )
- Étienne, O.F.M. † (1349 - 1390)
- Antonio † (24 mars 1390 - 1395 )
- Sisto Coletta, O.F.M. † (1398 - 1399 )
- Domenico Orsi † (1399 - 1414 )
- Simone da Brindisi, O.F.M. † (1418 - 11 avril 1432)
- Pietro Rosa † (1432 - 1443)
- Cristoforo di San Pietro, O.F.M. † (1443 - ?)
- Pietro Santorio † (1452 - 1469 )
- Antonio Coletti † (1469 - 1480)
- Antonio Rocca † (1480 - 1486 )
- Francesco Spalluccia † (1486 - 1512 )
- Giuliano de Mirto † (1512 - 1520 )
- Giovanni Francesco de Mirto † (1520 - 1578 )
- Orazio de Mirto † (1578 - 1589 deposto)
- Gaspare Pasquali, O.F.M.Conv. † (1589 - 30 mai 1604)
- Giuseppe Saluzzo † (1604 - 1621 )
- Cristoforo Memmolo, C.R. † (1621 - 1646 )
- Marco Critalli, C.R. † (1646 - 1649 )
- Ferdinando Apicello † (1650 - 28 août 1656)
- Giovanni Battista Volpi † (1656 - 1663)
- Gabriele Tontoli † (1663 - 1665)
- Giuseppe Caro † (1666 - 1671)
- Sebastiano D'Alessandro, O.Carm. † (1672 - 1672 )
- Domenico Sorrentino † (1673 - 1676 )
- Domenico Gallesi † (1676 - 1679 )
- Giovanni Domenico Giannoni Alitto † (1680 - 1698 )
- Francesco Morgione † (1698 - 1705)
- Bartolomeo Gambadoro † (14 décembre 1705 - 1730 )
- Giulio de Turris † (12 février 1731 - 1759)
- Pietro Ruggieri † (24 septembre 1759 - 1807 )
  - Siège vacant (1807-1818)
  - Siège uni aeque principaliter avec le diocèse de Bitonto (1818-1982)
- Antonio Bello † (30 septembre 1982 - 30 septembre 1986)